# Michel Coppenrath
Michel-Gaspard Coppenrath (ur. 4 czerwca 1924 w Papeete, zm. 16 sierpnia 2008) – francuski (polinezyjski) duchowny rzymskokatolicki, arcybiskup Papeete.

## Biografia
Michel-Gaspard Coppenrath urodził się 4 czerwca 1924 w Papeete na Polinezji Francuskiej. Ukończył studia z zakresu prawa cywilnego i prawa kanonicznego (druga dziedzina zwieńczona doktoratem). 29 czerwca 1954 w Poitiers otrzymał święcenia prezbiteriatu i został kapłanem wikariatu apostolskiego Tahiti. Następnie pracował w swoim wikariacie apostolskim. W 1966 został wikariuszem generalnym archidiecezji Papeete.
16 lutego 1968 papież Paweł VI mianował go koadiutorem arcybiskupa Papeete oraz arcybiskupem tytularnym Tigisi in Numidia. 3 czerwca 1968 przyjął sakrę biskupią z rąk arcybiskupa Papeete Paula-Laurenta-Jeana-Louisa Mazé SSCC. Współkonsekratorami byli arcybiskup Nouméi Pierre-Paul-Émile Martin SM oraz biskup Taiohae o Tefenuaenata Louis-Bertrand Tirilly SSCC.
5 marca 1973, po przejściu abpa Mazé na emeryturę, objął archidiecezję Papeete jako pierwszy ordynariusz wywodzący się z jej duchowieństwa (wszyscy jego poprzednicy należeli do sercanów białych). Podczas swojego pontyfikatu zyskał uznanie wśród religijnych i politycznych przywódców Polinezji Francuskiej jako ktoś, kogo uwag można wysłuchać, szczególnie podczas kryzysów politycznych i społecznych.
4 czerwca 1999, ze względu na osiągnięcie wieku emerytalnego, zrezygnował z katedry. Jego następcą, co jest sytuacją rzadką, został jego rodzony brat abp Hubert Coppenrath.
Abp Michel-Gaspard Coppenrath zmarł 16 sierpnia 2008 z powodu pęknięcia tętniaka.